# Ithaca (Mammal Hands)
Ithaca è un singolo del gruppo musicale britannico Mammal Hands, pubblicato il 7 agosto 2020 come secondo estratto dal quarto album in studio Captured Spirits.

## Descrizione
Traccia d'apertura dell'album, il brano è stato presentato in anteprima il 6 agosto attraverso SoundCloud, venendo reso disponibile per l'acquisto il giorno successivo.

## Video musicale
Il video, creato da People Staring e prodotto da Daniel Halsall, è stato pubblicato l'11 agosto attraverso il canale YouTube della Gondwana Records e mostra scene del gruppo eseguire il brano nel mezzo di una foresta alternate ad altre in cui vengono mostrati vari luoghi della foresta stessa.

## Tracce
1. Ithaca – 4:53
2. Chaser – 3:43

## Formazione
Gruppo
- Jesse Barrett – batteria, tabla
- Jordan Smart – sassofono tenore e soprano, clarinetto basso, elettronica
- Nick Smart – pianoforte

Produzione
- Mammal Hands – produzione, missaggio
- George Atkins – produzione, registrazione, missaggio
- Karl Sveinsson – assistenza tecnica
- Normal Nitzsche – mastering